# Bävrar
Bävrar (Castoridae) är en familj med vattenlevande däggdjur i ordningen gnagare. Familjen omfattar idag endast släktet Castor med de två arterna europeisk bäver och amerikansk bäver. Fossil har visat att familjen en gång i tiden omfattade en stor mångfald arter och släkten, bland annat det utdöda släktet Castoroides med arten jättebäver. 

## Systematik
Bävrar är den enda idag förekommande djurgruppen inom familjen Castoridae, som endast omfattar släktet Castor. På grund av vissa liknande benstrukturer i underkäken och skallen antogs tidigare att bävrar är närbesläktade med ekorrar (Sciuridae) och de listades en längre tid tillsammans i underordningen Sciuromorpha. Efter flera studier under senare 1900-talet och början av 2000-talet sammanförs bävrar nu tillsammans med kindpåsråttor (Geomyidae) och påsmöss (Heteromyidae) i underordningen Castorimorpha.
Amerikansk och europeisk bäver är utseendemässigt lika varandra men det finns vissa morfologiska skillnader mellan dessa båda arter. DNA-studier visar att europeisk och amerikansk bäver genetiskt är väl åtskilda arter och att hybridisering dem emellan inte är trolig. Bland annat har amerikansk bäver 40 kromosomer medan den europeiska har 48.
Det har tidigare funnits flera arter av jättebävrar. En av de sista var Castoroides ohioensis, som förekom i Nordamerika. Den dog ut för cirka 10 000 år sedan. Den kunde bli upp till 2,5 meter lång och uppskattas ha vägt mellan 60 och 100 kg.
Andra utdöda arter i släktet Castor är:
- Castor anderssoni, med fynd från Kina
- Castor californicus, med fynd från Nordamerika
- Castor jaegeri, oklar fyndplats
- Castor peninsulatus, oklar fyndplats
- Castor veterior, med fynd från England

## Utseende
En vuxen bäver kan bli upp till 75 cm (europeisk bäver) respektive 100 cm (amerikansk bäver) lång, svansen oräknad, och väga 20-30 kilo. Pälsen är brun och mycket tät. Den består av längre överpäls och en extremt tät underpäls. På magen har en kvadratcentimeter hud omkring 23 000 hårstrån. Människans hud har bara 600 hårstrån per kvadratcentimeter. Pälsen skyddar djuret mot underkylning och bävern putsar den fortlöpande. Med sin spolformiga kropp, en svans som liknar en fena, och med simhud mellan "fingrarna" på baktassarna är bävern perfekt anpassad till livet i vattnet. När bävern dyker stänger den näsborrarna och öronen. Den klarar sig under vattnet utan att andas i upp till 15 minuter, men oftast dyker den 4 till 5 minuter.
Utmärkande för bävern är, utöver den bruna täta pälsen och den platta svansen, dess framtänder. Eftersom bävern behöver gnaga trä måste tänderna vara både hårda och hållbara, därför innehåller tandemaljen järn, vilket förstärker framtänderna. Det är också järnet som ger dem deras roströda färg.

## Utbredning och status
Den europeiska bävern fanns tidigare i stora delar av Europa och Asien. Efter många år av jakt och förstöring av dess habitat genom röjning och utdikning, gick antalet bävrar starkt tillbaka. I Europa fanns vid slutet av 1800-talet bara fem mindre områden där bävern fanns kvar.
Man brukar säga att den sista bävern i Sverige dödades 1871, även om det finns rapporter om enstaka senare fynd. 1922 sattes två bävrar från Norge ut i Bjurälven i norra Jämtland. De följdes av ytterligare ett åttiotal under 1920- och 1930-talen. Sedan dess har den svenska bäverstammen återhämtat sig snabbt. Idag räknar man med en bäverstam på mellan 100 000 och 130 000 individer över nästan hela Sverige. Med hjälp av omfattande skyddsåtgärder och återutsättningar i bäverns ursprungliga levnadsområden börjar arten återhämta sig i fler europeiska länder. 
Den nordamerikanska bävern förekommer över stora delar av kontinenten. Nordamerikansk bäver finns också i Finland och Ryssland som ett resultat av att man importerat bävrar från USA. Det gjordes innan man kände till att den europeiska och den nordamerikanska bävern är olika arter. 
Enligt en studie från 1988 uppgick beståndet av amerikansk bäver i Nordamerika vid européernas ankomst dit till mellan 60 och 400 miljoner exemplar. På 1980-talet återstod cirka 10 procent, dvs mellan 6 och 12 miljoner individer.
Båda arterna listas av IUCN som livskraftiga (LC). Enligt EU:s art- och habitatdirektiv krävs ett strikt skydd av bäver i alla länder utom Sverige, Finland, Polen, Estland, Lettland och Litauen. Där krävs dock någon form av reglering av för insamling och exploatering.

## Ekologi
Bävern lever alltid i närheten av vattendrag eller sjöar. Där bygger den sina dammar och hyddor av grenar, kvistar och slam. Dammbyggnaderna har ofta betydande storlek, den hittills längsta hittades 2007 i den kanadensiska delstaten Alberta med en längd på 850 meter. Vanligtvis ligger hyddans ingång under vattenytan. Bävern är nattaktiv men mycket tyder på att den tidigare var dagaktiv, och att den har ändrat sitt beteende på grund av människans jakt. En vuxen bäver kan under en natt gnaga av ett träd med 50 centimeters diameter.  Bävern fäller vanligen träd med en diameter på upp till 25 cm, men i sällsynta fall kan diametern vara upp till 100 cm.När bävern fäller större träd är den enbart ute efter det tunna grenverket högst upp. Är trädet över en viss diameter gnager bävern bara igenom cirka 2/3 av stammen, vilket är lagom mycket för att trädet vid nästa kraftiga oväder garanterat kommer att falla. Fenomenet att invänta blåsigt väder har kunnat studeras vid Kottlasjön på Lidingö där en bäverfamilj har bott i många år. Tunna stammar gnager bävern helt igenom och släpar sedan ner trädet till sitt vattendrag för mat och att använda för dammbygge och bohydda. Födan består främst av blad, bark, rötter, kvistar, örter och vattenväxter.
Bävern går inte i ide utan är aktiv hela året, men i nordliga delar av utbredningsområdet är den på grund av is och snö tvungen att stanna i sitt bo.
Ett bäverpar lever tillsammans hela livet. Mellan april och juni föds årskullen som kan bestå av upp till fyra ungar. Ungarna föds fullt utvecklade med päls och öppna ögon och väger mellan 230 och 630 g. De diar i upp till tre månader men börjar med fast föda redan efter några veckor. Ungarna stannar hos sina föräldrar tills de är två år, alltså finns det oftast två kullar, årskullen, som vårdas av modern, och den från det föregående året, som lärs upp i dammbyggnad och trädfällning av fadern. Könsmogna ungdjur etablerar vanligen sitt bo inom 16 km avstånd från föräldrarnas bo. Dock kan enstaka exemplar vandra upp till 110 km för att etablera ett revir. Bävergäll eller castoreum är ett gulaktigt sekret med stark doft som bävern avsöndrar från gällpungarna, ett par utbuktningar på urinröret. Gället används för doftmarkeringar inom reviret.
En vildlevande individ i Amerika var uppskattningsvis 24 år gammal när den dog.

## Bävern och människan

### Etymologi

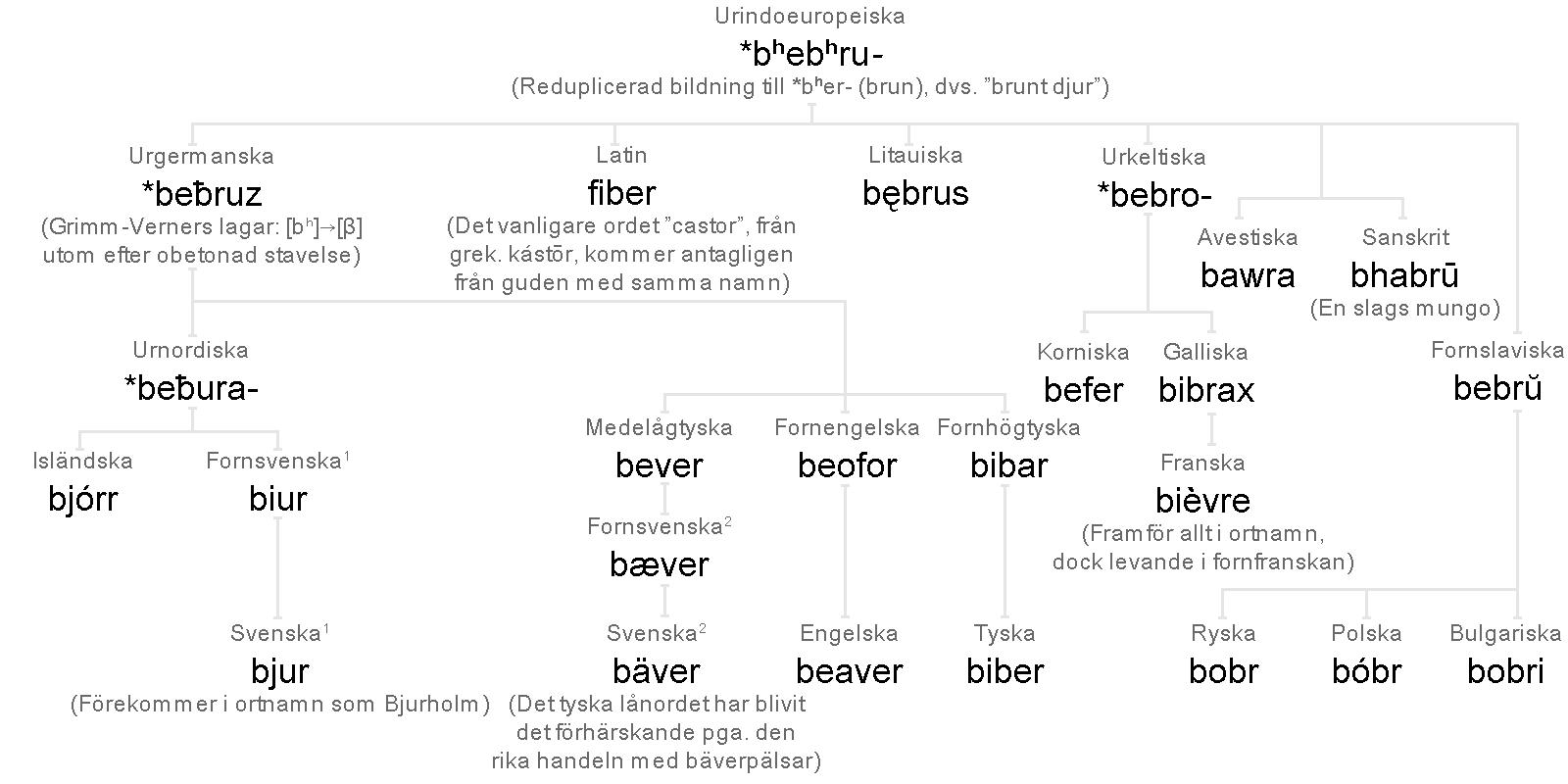
Etymologiskt schema för orden bjur och bäver.

Ordet bäver (fornsvenska bæver) lånades in i fornsvenskan från medellågtyska bever och ersatte därmed det äldre inhemska ordet bjur (fornsvenska biur) i namn som Bjurfors och Bjursjön. Båda orden går emellertid tillbaka på den gemensamma urgermanska formen *bebruz och är även besläktat med latinets fiber, litauiskans bęber och sanskrits babhrū ’slags mungo’. Den ursprungliga indoeuropeiska roten till dessa ord betyder ”den brune” och är en reduplicerad bildning av roten till ordet brun, jämför även ordet björn.
Ordets spridning i Europa visar att bävern var känd av indoeuropéerna och roten förekommer i flera europeiska namn, såsom Biberach i Tyskland och Bibrax i Gallien.  Den lågtyska formens seger över den inhemska beror enligt Elof Hellquist på bäverns stora betydelse i handeln och på bäverns hastiga tillbakagång i Sverige.

### Som mat
Förr var bäver "fattigmansmat", men idag är den mindre vanlig som människoföda. Dock går den att tillaga på en mängd vis och köttet smakar enligt vissa mycket bra. Det förekommer även att restauranger har bäver på menyn och bäversvanssoppa är en rätt.
Vissa vaniljprodukter kan innehålla även bävergäll, detta har dock blivit mycket ovanligt.

### Bobygget
Bävrarnas byggaktivitet har för- och nackdelar. Dammarna som skapas kan översvämma trafikstråk, skogar och åkrar. Gynnade är fiskar och änder som bosätter sig i eller vid dammarna. När bäverfamiljen lämnar området och dammen töms återstår näringsrik jord för lantbruket.

### Päls
Efter mitten av 1900-talet blev jakten på bäver för pälsens skull i Nordamerika överskådlig. Antalet fångade exemplar varierade i USA från 1970-talet till 1990-talet mellan 233 000 och 19 200. Samma värden för Kanada är 405 000 och 342 000.
Jakt på europeisk bäver är i de flesta europeiska stater som ingår i EU enligt habitatdirektivet (92/43/EEG) förbjuden. Undantag är Estland, Finland, Lettland, Litauen, Polen och Sverige. Där behövs administrativa åtgärder som reglerar fångst av arten.

## Galleri

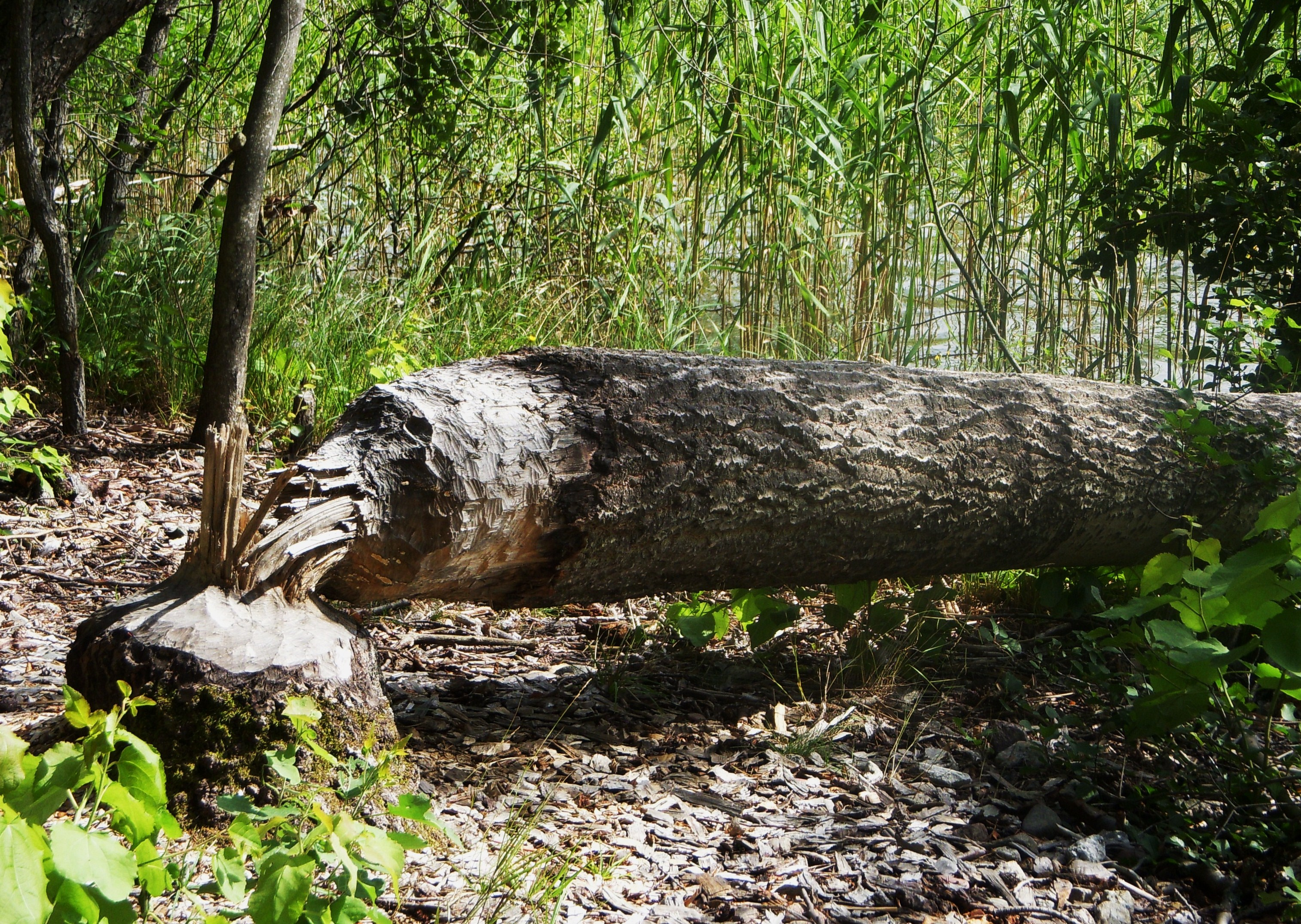
Färska spår av bävergnag
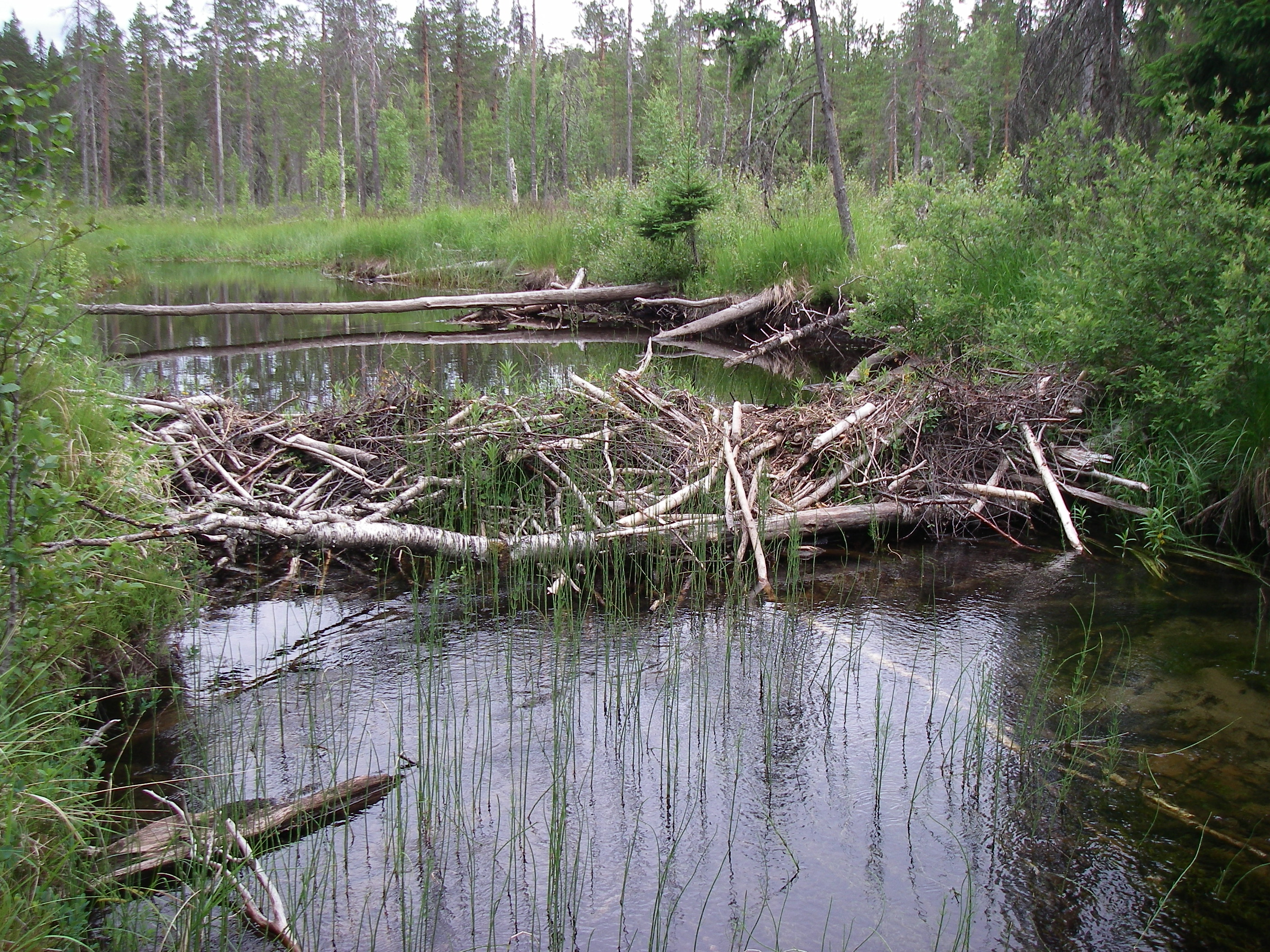
Bäverdamm
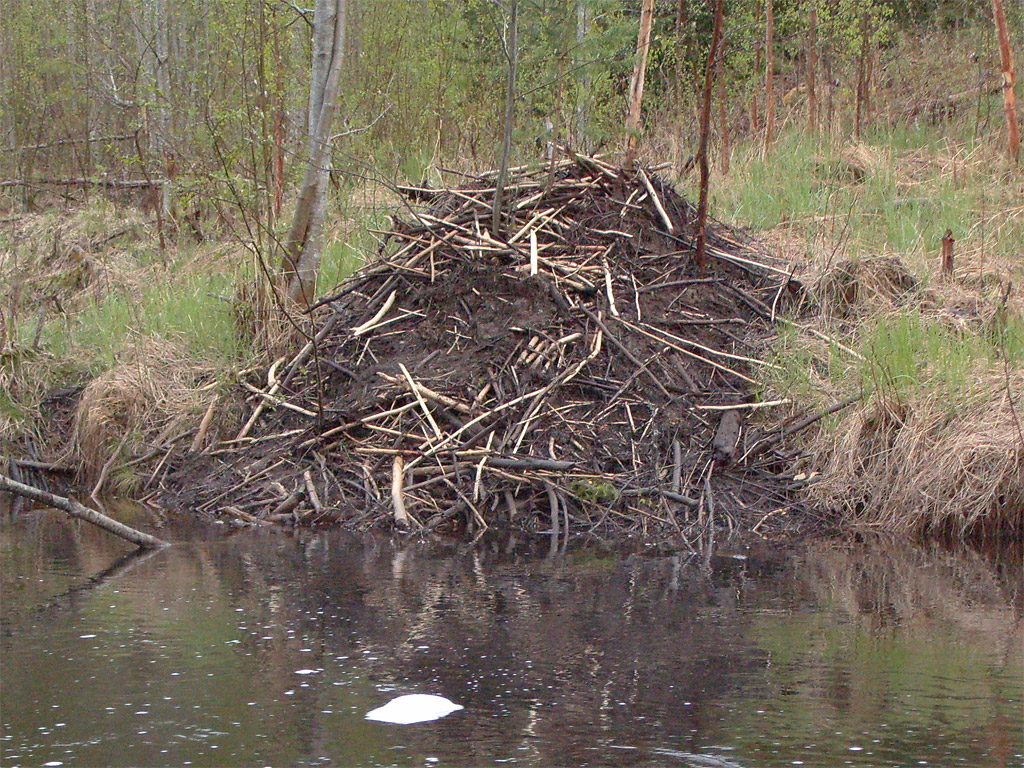
Bäverhydda
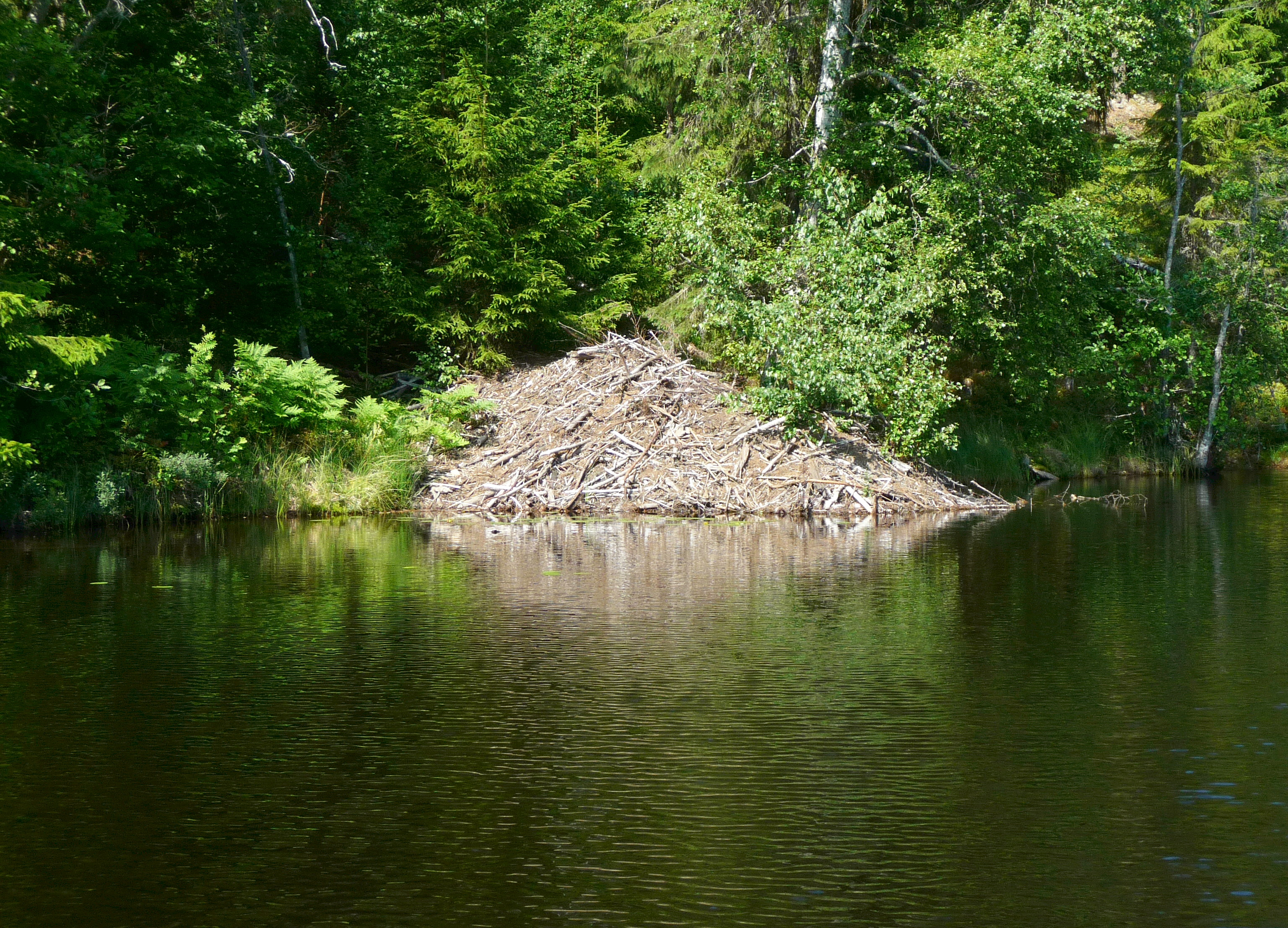
Bäverhydda
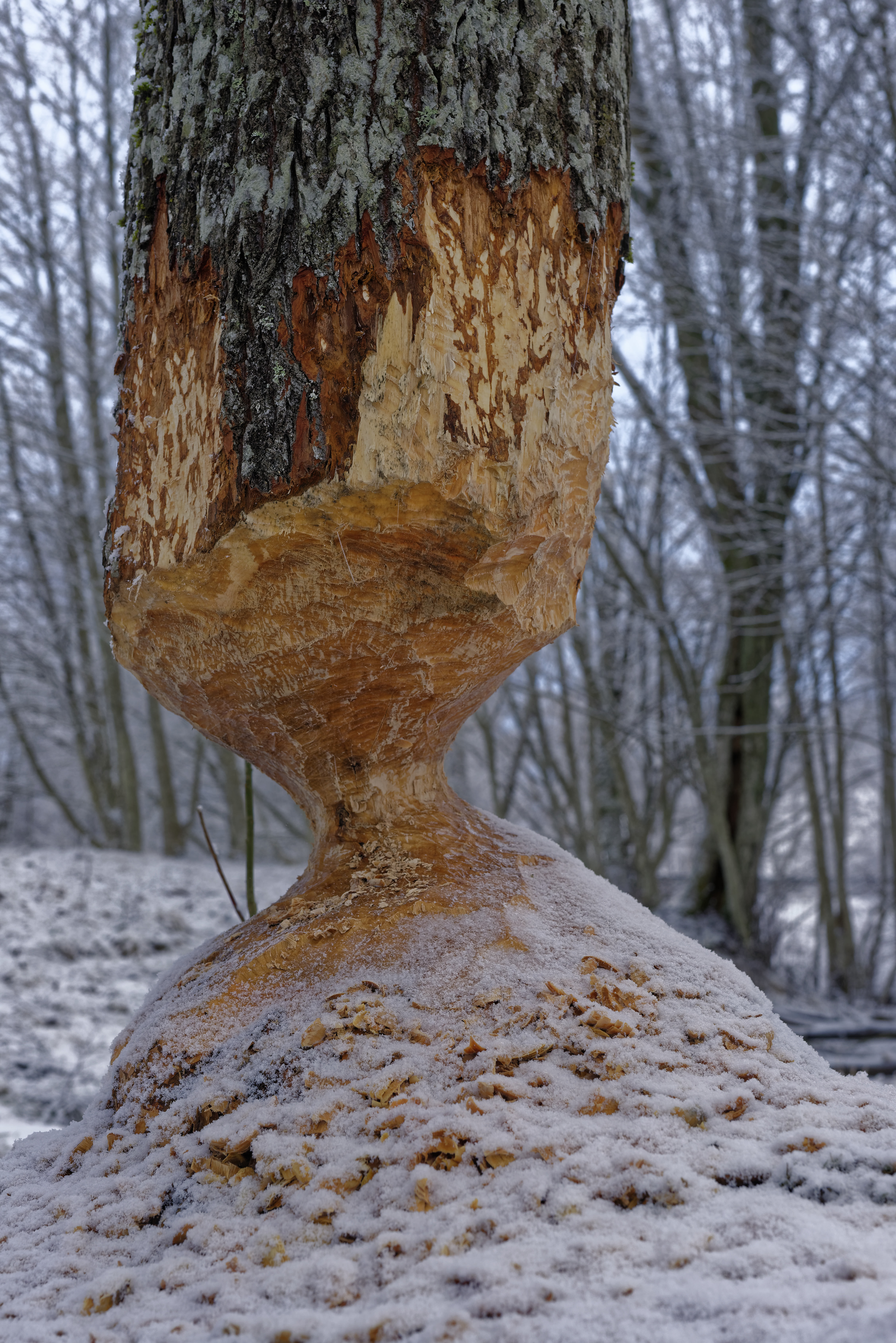
Ett träd i perfekt balans efter bävergnag